# 200メートルハードル
200メートルハードル(英語: 200 metres hurdles)は、陸上競技のハードル競走の一種で、10台のハードルを跳び越えながら200メートル（または220ヤード）を走るタイムを競う競技。1900年パリオリンピックと1904年セントルイスオリンピックの実施種目。現在はオリンピック・世界選手権において実施されることのない種目で、世界記録・日本記録の公認対象外種目。

## 概要
- ハードルの数は10台、ハードルの高さは76.2cm（2ft半）、スタートから最初のハードルまでの距離、ハードル間の距離はともに18.29m（20y）、最後のハードルからゴールまでの距離は17.10m（20y）で行われる[2]。
- 1900年頃にアメリカ、フランス、スウェーデンなどで盛んに行われていたため、1900年パリオリンピックと1904年セントルイスオリンピックで実施されたが、その後は400mハードルの人気が出たので200mハードルは実施されなくなった[2]。昔は日本選手権、全米選手権、全英選手権など、各国のシニアの国内選手権で200mハードル（または220ヤードハードル）が実施されていた。また、極東選手権競技大会では全10回のうち第9回まで220ヤード→200mハードルが実施された（200mへの変更は第7回から、第10回は400mハードルに変更）。現在は若い世代を対象にした国内選手権で実施している国もあるが、その場合はハードルの数を減らすなどして行われている。
  - 日本では日本選手権、国民体育大会などで実施されていた[注 2]。戦前の全国中等学校競技会（旧制中学・高等学校の大会）の人気種目でもあり、戦後のインターハイでも実施種目だったが[注 3]、1971年からは400mハードルが実施されるようになり200mハードルは姿を消した[2][3]。現在は全国大会で行われることはないが、日本記録挑戦会兼住友電工杯などで実施されている。
  - アメリカでは全米選手権と全米学生選手権で200mハードル（または220yハードル）が実施されていた[注 4]。現在はハードルの数を5台にした200mハードルが男女13-14歳のクラスで盛んに行われており[注 5]、このクラスの記録だけはアメリカ記録として公認される[6]。
  - イギリスでは1864年の第1回二大学対抗戦（オックスフォード対ケンブリッジ大学）で実施されたが、なぜかそれ以降は1911年の全英選手権まで実施されなかった[2]。現在はマンチェスターの市街地で行われるストリート陸上「グレート・シティ・ゲームズ」内で直走路による200mハードルが2010年から行われており、この大会から直走路の世界最高記録が誕生している。
- 女子の200mハードルは、1966年の国際陸上競技連盟総会において100mハードルとともに女子の種目に加わることが決まった。ハードルの数は10台、高さ76.0cm、スタートから最初のハードルまでの距離は16.0m、ハードル間の距離は19.0m、最後のハードルからゴールまでの距離は13.0mとされた[7]。しかし、100mハードルは1972年ミュンヘンオリンピックから80mハードルに代わって実施されるようになり、現在もオリンピックや世界選手権の実施種目となっているが、200mハードルは実施されることなく姿を消した。
- マスターズ陸上の一部のクラスで、ハードルの高さを68.6cm、数を5台、ハードル間の距離を35mにして実施されている[8]。世界マスターズ選手権の実施種目でもあり、2015年大会は男子がM80とM85、女子がW70とW75とW80のクラスで実施された[9]。
- 十四種競技と二十種競技の実施種目である。

## 主な最高記録（電気計時）
タイム欄の（　）内の数字は風速（m/s）で、+は追い風、-は向かい風を意味する。

### 曲走路
| 記録           | タイム        | 名前                     | 所属           | 場所               | 日付          | 備考   |
| -------------- | ------------- | ------------------------ | -------------- | ------------------ | ------------- | ------ |
| 世界           | 22秒55        | ローラン・オットツ       | イタリア       | ミラノ             | 1995年5月31日 | [ 10 ] |
| 世界           | 22秒55 (+1.4) | 渡部佳朗                 | 日本           | 伊丹市             | 2017年10月1日 | [ 11 ] |
| アフリカ       |               |                          |                |                    |               |        |
| アジア         | 22秒55 (+1.4) | 渡部佳朗                 | 日本           | 伊丹市             | 2017年10月1日 |        |
| オセアニア     | 22秒85        | カイル・バンダー＝カイプ | オーストラリア | シドニー           | 1995年3月21日 | [ 12 ] |
| ヨーロッパ     | 22秒55        | ローラン・オットツ       | イタリア       | ミラノ             | 1995年5月31日 |        |
| 北中米カリブ海 | 22秒74        | ケビン・ヤング           | アメリカ合衆国 | アメリカ合衆国の旗 | 1992年8月31日 |        |
| 南アメリカ     |               |                          |                |                    |               |        |
| 日本           | 22秒55 (+1.4) | 渡部佳朗                 | 城西大学       | 伊丹市             | 2017年10月1日 |        |

| 記録           | タイム        | 名前               | 所属           | 場所       | 日付          | 備考   |
| -------------- | ------------- | ------------------ | -------------- | ---------- | ------------- | ------ |
| 世界           | 25秒79 (+0.5) | Noemi Zbären       | スイス         | バーゼル   | 2014年5月17日 | [ 13 ] |
| 世界           | 25秒79 (-0.6) | ローレン・ウェルズ | オーストラリア | キャンベラ | 2017年1月21日 | [ 13 ] |
| アフリカ       |               |                    |                |            |               |        |
| アジア         |               |                    |                |            |               |        |
| オセアニア     | 25秒79 (-0.6) | ローレン・ウェルズ | オーストラリア | キャンベラ | 2017年1月21日 |        |
| ヨーロッパ     | 25秒79 (+0.5) | Noemi Zbären       | スイス         | バーゼル   | 2014年5月17日 |        |
| 北中米カリブ海 |               |                    |                |            |               |        |
| 南アメリカ     |               |                    |                |            |               |        |
| 日本           |               |                    |                |            |               |        |

### 直走路
| 記録           | タイム         | 名前                     | 所属             | 場所           | 日付          | 備考   |
| -------------- | -------------- | ------------------------ | ---------------- | -------------- | ------------- | ------ |
| 世界           | 22秒10 (+2.0)  | アンディ・ターナー       | イギリス         | マンチェスター | 2011年5月15日 | [ 10 ] |
| 世界           | 22秒10 (+1.8)  | ルイス・J・ヴァンジル    | 南アフリカ共和国 | マンチェスター | 2015年5月9日  | [ 10 ] |
| アフリカ       | 22秒10 (+1.8)  | ルイス・J・ヴァンジル    | 南アフリカ共和国 | マンチェスター | 2015年5月9日  |        |
| アジア         |                |                          |                  |                |               |        |
| オセアニア     |                |                          |                  |                |               |        |
| ヨーロッパ     | 22秒10 (+2.0)  | アンディ・ターナー       | イギリス         | マンチェスター | 2011年5月15日 |        |
| 北中米カリブ海 | 22秒61 (+1.4)  | フェリックス・サンチェス | ドミニカ共和国   | マンチェスター | 2014年5月17日 |        |
| 南アメリカ     | 22秒12（−0.6） | アリソン・ドス・サントス | ブラジル         | ボストン       | 2021年5月21日 |        |

| 記録           | タイム         | 名前                       | 所属             | 場所           | 日付          | 備考   |
| -------------- | -------------- | -------------------------- | ---------------- | -------------- | ------------- | ------ |
| 世界           | 24秒86 (+0.4)  | シアン・サーモン           | ジャマイカ       | ボストン       | 2021年5月23日 | [ 13 ] |
| アフリカ       | 26秒16（+0.3） | ゼニー・ファンデルウォルト | 南アフリカ共和国 | ボストン       | 2019年6月16日 |        |
| アジア         |                |                            |                  |                |               |        |
| オセアニア     |                |                            |                  |                |               |        |
| ヨーロッパ     | 25秒05 (+1.0)  | メーガン・ビーズリー       | イギリス         | マンチェスター | 2014年5月17日 |        |
| 北中米カリブ海 | 24秒86 (+0.4)  | シアン・サーモン           | ジャマイカ       | ボストン       | 2021年5月23日 |        |
| 南アメリカ     | 26秒12（−0.2） | ヒアンナ・ウォードルフ     | パナマ           | ボストン       | 2017年6月4日  |        |

## 世界最高記録と日本最高記録の変遷（電気計時）
タイム欄の（　）内の数字は風速（m/s）で、+は追い風、-は向かい風を意味する。

### 世界最高記録（曲走路）
| タイム        | 名前               | 所属     | 場所       | 日付          | 備考   |
| ------------- | ------------------ | -------- | ---------- | ------------- | ------ |
| 22秒63 (-0.3) | コリン・ジャクソン | イギリス | カーディフ | 1991年6月1日  | [ 14 ] |
| 22秒55        | ローラン・オットツ | イタリア | ミラノ     | 1995年5月31日 | [ 14 ] |
| 22秒55 (+1.4) | 渡部佳朗           | 日本     | 伊丹市     | 2017年10月1日 | [ 11 ] |

### 世界最高記録（直走路）
| タイム        | 名前                  | 所属             | 場所           | 日付          | 備考   |
| ------------- | --------------------- | ---------------- | -------------- | ------------- | ------ |
| 22秒30 (-0.7) | アンディ・ターナー    | イギリス         | マンチェスター | 2010年5月16日 | [ 15 ] |
| 22秒10 (+2.0) | アンディ・ターナー    | イギリス         | マンチェスター | 2011年5月15日 | [ 10 ] |
| 22秒10 (+1.8) | ルイス・J・ヴァンジル | 南アフリカ共和国 | マンチェスター | 2015年5月9日  | [ 10 ] |

### 日本最高記録（曲走路）
| タイム        | 名前     | 所属         | 場所     | 日付           | 備考   |
| ------------- | -------- | ------------ | -------- | -------------- | ------ |
| 24秒21        | 田野中輔 | 筑波大学     | つくば市 | 1999年11月6日  | [ 1 ]  |
| 23秒31        | 秋本真吾 | 国際武道大学 | 勝浦市   | 2005年11月6日  | [ 1 ]  |
| 22秒86        | 千葉佳裕 | トヨタ紡織   | 勝浦市   | 2006年11月4日  | [ 1 ]  |
| 22秒80 (+1.8) | 秋本真吾 | チームアイマ | 勝浦市   | 2010年10月30日 | [ 1 ]  |
| 22秒80 (-2.2) | 大室秀樹 | 大塚製薬     | 伊丹市   | 2016年10月16日 | [ 16 ] |
| 22秒55 (+1.4) | 渡部佳朗 | 城西大学     | 伊丹市   | 2017年10月1日  | [ 11 ] |